# Яйчакі
Яйчакі (пол. Jajczaki) — село в Польщі, у гміні Вешхляс Велюнського повіту Лодзинського воєводства.
Населення — 371 особа (2011).
У 1975-1998 роках село належало до Серадзького воєводства.

## Демографія
Демографічна структура станом на 31 березня 2011 року:
|          | Загалом | Допрацездатний вік | Працездатний вік | Постпрацездатний вік |
| -------- | ------- | ------------------ | ---------------- | -------------------- |
| Чоловіки | 185     | 32                 | 132              | 21                   |
| Жінки    | 186     | 39                 | 96               | 51                   |
| Разом    | 371     | 71                 | 228              | 72                   |